# Studio FOW
（有時也稱為或），华语地区通称马头社，是一家總部位於北美的色情製片公司。該工作室以製作帶有電子遊戲角色的動畫電影而聞名，內容通常是以電腦動畫呈現、古典奇幻背景的硬調強姦色情作品。也是電子遊戲開發商，由（前稱為）從事該領域的業務。

## 歷史
由於2014年成立，是由3D動畫師組成的眾籌小組，他們以起源引擎電影編輯器製作流行電子遊戲和其他媒體的色情戲仿作品。該小組已經發行了幾部長片，以及其他動畫短片、動畫循環影片和Flash遊戲。他們從2019年起開發的首款遊戲大作《Subverse》已從Kickstarter支持者那獲得了超過200萬美元的贊助。於2021年3月26日發行。
自2018年4月起的一個月內，在之前，他們的旗艦作品為《女忍者》（Kunoichi，《忍者外傳》系列的戲仿）。因戲仿《古墓丽影》的《陷入麻煩的蘿拉》（Lara in Trouble）而聞名；這部長達17分鐘的電影在多個線上平台上發行，並獲得了病毒式的傳播，從而增加了工作室的知名度。表示，在2015年收到暴雪娛樂對《魔兽世界》相關項目的停終令後，他們不會製作《鬥陣特攻》的色情片。2018年12月，因一些影片涉及狼人和女性的性愛場面而被永久禁止使用眾籌平台Patreon。

## 外部連結
- 官方网站